# Karl Wohlfahrt
Karl Wohlfahrt es un deportista alemán que compitió para la RFA en taekwondo. Ganó dos medallas en el Campeonato Europeo de Taekwondo en los años 1978 y 1982.

## Palmarés internacional
| Campeonato Europeo | Campeonato Europeo | Campeonato Europeo | Campeonato Europeo |
| Año                | Lugar              | Medalla            | Categoría          |
| ------------------ | ------------------ | ------------------ | ------------------ |
| 1978               | Múnich (RFA)       | Medalla de plata   | –68 kg             |
| 1982               | Roma (Italia)      | Medalla de oro     | –64 kg             |